# Бёрден, Даг
Уильям Дуглас Бёрден (англ. William Douglas Burden; род. 29 июля 1965, Ратленд, Вермонт) — американский гребец, выступавший за сборную США по академической гребле в период 1986—1996 годов. Бронзовый призёр летних Олимпийских игр в Сеуле, серебряный призёр Олимпийских игр в Барселоне, чемпион мира, победитель и призёр многих регат национального значения.

## Биография
Даг Бёрден родился 29 июля 1965 года в городе Ратленд, штат Вермонт. Внук известного австрийского лыжника Харальда Паумгартена, участника зимних Олимпийских игр 1928 и 1932 годов.
Занимался академической греблей во время учёбы в Принстонском университете, состоял в местной гребной команде, неоднократно принимал участие в различных студенческих регатах. Позже проходил подготовку в клубе Potomac Boat Club в Вашингтоне на реке Потомак.
Первого серьёзного успеха в гребле на международном уровне добился в сезоне 1986 года, когда вошёл в основной состав американской национальной сборной и побывал на чемпионате мира в Ноттингеме, откуда привёз награду бронзового достоинства, выигранную в зачёте распашных рулевых четвёрок. Также в этом сезоне в той же дисциплине выиграл серебряную медаль на Играх доброй воли в Москве.
В 1987 году в восьмёрках одержал победу на мировом первенстве в Копенгагене.
Благодаря череде удачных выступлений удостоился права защищать честь страны на летних Олимпийских играх 1988 года в Сеуле. В составе экипажа-восьмёрки в финале пришёл к финишу третьим позади команд из Западной Германии и Советского Союза — тем самым завоевал бронзовую олимпийскую награду.
После сеульской Олимпиады Бёрден остался в составе гребной команды США на ещё один олимпийский цикл и продолжил принимать участие в крупнейших международных регатах. Так, в 1990 году в парных двойках он выступил на мировом первенстве в Тасмании, став в финале четвёртым. Отметился выступлением на Играх доброй воли в Сиэтле.
В 1991 году в парных одиночках стартовал на этапе Кубка мира в Италии, сумел квалифицироваться лишь в утешительный финал B и расположился в итоговом протоколе соревнований на 12 строке. При этом в парных двойках занял шестое место на чемпионате мира в Вене.
Находясь в числе лидеров американской национальной сборной, благополучно прошёл отбор на Олимпийские игры 1992 года в Барселоне. Здесь в безрульных четвёрках финишировал в финале вторым, уступив экипажу из Австралии — таким образом добавил в послужной список серебряную олимпийскую награду.
В 1996 году выступил на домашних Олимпийских играх 1996 года в Атланте, однако на сей раз попасть в число призёров не смог, в программе восьмёрок финишировал пятым.
За выдающиеся спортивные достижения в 1998 был введён в Зал славы гребного спорта Соединённых Штатов.
Завершив спортивную карьеру, получил степень магистра делового администрирования в барселонской школе бизнеса IESE и впоследствии избрал для себя профессию финансового консультанта. Занимал должность вице-президента в компании Fiduciary Trust Company в Бостоне.